# Glenn Hall
Glenn Henry Hall (ur. 3 października 1931 w Humboldt) – kanadyjski hokeista, bramkarz występujących w National Hockey League drużyn Detroit Red Wings, Chicago Black Hawks, i St. Louis Blues. Rzadko opuszczał mecze i był znany z gry na stałym, dobrym poziomie. W NHL zagrał w 906 meczach, z czego rekordowe wśród bramkarzy 502 kolejnych spotkań bez zmiany. Zdobył trzykrotnie Trofeum Vezina i raz Trofeum Caldera. Trzykrotny zdobywca Pucharu Stanleya, dwa razy jako zawodnik i raz jako członek sztabu szkoleniowego. Przydomek Mr. Goalie, był pierwszym bramkarzem który rozwinął i efektywnie bronił stylem butterfly, osłaniając dolną część bramki parkanami klękając na lodzie, co dawało możliwość chronienia górnej części bramki rękami. Hall przez prawie całą karierę nie używał kasku ani maski. Uważany za jednego z najlepszych bramkarzy w historii hokeja na lodzie.

## Kariera

### Pobyt w Detroit
Po rozegraniu 4 juniorskich sezonów w zespołach Humboldt Indians i Windsor Spitfires został zakontraktowany przez Detroit Red Wings w 1951. Kilka kolejnych sezonów to występy w juniorskiej filii drużyny z Detroit. w 1952, na czas play-offów został powołany do pierwszej drużyny jako rezerwowy bramkarz. Nie zagrał ani minuty, ale dzięki obecności w składzie jego nazwisko zostało wygrawerowane na Pucharze Stanleya. Hall na debiut w pierwszej drużynie musiał czekać do sezonu 1955–56, zastępując w pierwszym składzie zespołu legendarnego Terry’ego Sawchuka, który przeniósł się do Boston Bruins. W pierwszym, pełnym sezonie w Red Wings Hall zagrał we wszystkich meczach, notując 12 czystych kont (shutouts), i zdobył Trofeum Caldera dla najlepszego rookie rozgrywek.

### Chicago
W drugim sezonie w Detroit Hall ponownie zagrał we wszystkich spotkaniach sezonu, ale pod jego koniec został kupiony przez Black Hawks. Do Chicago razem z Hallem przeniósł się też napastnik Ted Lindsay. Przenosiny były efektem złości menedżera Red Wings Jacka Adamsa, spowodowanych zamiarem utworzenia związku zawodowego graczy, którego inicjatorem był Lindsay. Po transferze do klubu z Wietrznego Miasta Hall od razu został podstawowym graczem, kończąc sezon z występem w każdym meczu sezonu zasadniczego i play-offów. w 1961 Hall chronił bramkę aż do zdobycia przez Black Hawks pierwszego od 1938 Pucharu Stanleya, w meczu z Detroit. 8 listopada 1962 seria rozegranych meczów z rzędu została przerwana, w spotkaniu z Boston Bruins przez kontuzję pleców. Hall został zmieniony w trakcie meczu przez Denisa DeJordy’ego. Do tego momentu Hall rozegrał kolejno 502 mecze bez przerwy w okresie 8 sezonów. Rekord, który ciężko będzie pobić jakiemukolwiek innemu bramkarzowi. Andrew Podnieks, kanadyjski historyk hokeja i autor ponad 45 książek o tym sporcie napisał, że 

nie ma rekordu bardziej nieosiągalnego, szczelniej zamkniętego za szybą niż ten należący do Halla. Osiągnięcie takiej liczby przez bramkarza jest nadludzkie i nigdy nie zostanie pobite. Oczywiście powodem rozegrania tylu meczów bez zmiany jest to, że po prostu był najlepszy.

E.M. Swift ze Sports Illustrated mówi o rekordzie Halla, że 

...jest to prawdopodobnie najbezpieczniejszy rekord ze wszystkich rekordów wszystkich sportów.

Glenn Hall przez zdecydowaną większość kariery występował bez maski. Początkowo przez stres miewał przedmeczowe odruchy wymiotne. Później był to już tylko nawyk przed każdym meczem.

### Późniejsze sukcesy
Mimo zdobycia Trofeum Vezina Hall nie miał zabezpieczonego numeru w trakcie Expansion Draft w 1967. 38-latek został wybrany przez zespół St. Louis Blues. Blues, jedna z sześciu franczyz w ich pierwszym roku w NHL, ściągnęli do siebie również kilku innych weteranów jak Reda Berensona i Phila Goyette, zdobywając play-offy zachodniej dywizji w dwóch 7-meczowych seriach. Hall pokierował Bluesmanów aż do finału Pucharu Stanleya. Większość kibiców spodziewała się rozgromienia pierwszoroczniaków Blues przez faworytów Montreal Canadiens. St. Louis Blues przegrali serię 4–0, ale każde ze spotkań było wyrównane i ekscytujące, w głównej mierze dzięki postawie Halla w bramce. Jego gra została doceniona przez wręczenie mu Trofeum Conna Smythe’a dla najwartościowszego zawodnika play-offów, nagrody rzadko wręczanej zawodnikowi przegranego zespołu.
W 1968 do składu Blues dołączył weteran-legenda Jacques Plante, dzieląc miejsce w bramce z Hallem. Dwójka zdobyła w sezonie 1968–69 Trofeum Vezina, jednocześnie ustanawiając ówczesny rekord Blues na 13 meczów z czystym kontem.

### Zakończenie kariery
Hall zakończył karierę po sezonie 1968–69, ale powrócił na lodowisko by rozegrać jeszcze 18 meczów w rozgrywkach 1969-70. Ostatecznie zakończył zawodową grę w hokeja po sezonie 1970–71, w wieku 40 lat. W 1975 został wprowadzony do Hockey Hall of Fame. Trzeci Puchar Stanleya zdobył w 1989 jako trener bramkarzy w Calgary Flames.

### Spuścizna
Hall wygrał 407 razy, 84-krotnie zachowując czyste konto, z GAA w trakcie kariery na poziomie 2,49. 11-krotnie wybierany do meczu gwiazd. Uważany za pierwszego bramkarza umiejętnie wykorzystującego styl bronienia butterfly. Jeden z najlepszych bramkarzy w historii NHL i całego hokeja na lodzie. Najczęściej wybierany bramkarz do pierwszego zespołu All-Stars (7), wyprzedzając m.in. Dominika Haška (6) i Patricka Roy (4).
W 1998 został uplasowany na 16. miejscu listy 100 największych zawodników w historii NHL, z tylko dwoma legendarnymi bramkarzami przed nim – Plantem (13) i Sawchukiem (9).
20 listopada 1988 w hali Chicago Stadium miała miejsce ceremonia zastrzeżenia numeru 1, z którym występował w drużynie Black Hawks.

## Osiągnięcia
• Zdobywca Trofeum Caldera w 1956,

• Zagrał meczu gwiazd NHL w 1955, 1956, 1957, 1958, 1960, 1961, 1962, 1963, 1964, 1965, 1967, 1968 i 1969,

• Wybrany do NHL First All-Star Team w 1957, 1958, 1960, 1963, 1964, 1966 i 1969,

• Wybrany do NHL Second All-Star Team w 1956, 1961 i 1962,

• Zdobywca Trofeum Vezina w 1963, 1967 i 1969,

• Zdobywca Trofeum Conna Smythe’a w 1968,

• Puchar Stanleya w 1952, 1961 i 1989 (2 jako bramkarz, 1 jako trener),

• Rekord największej liczby kolejnych meczów bez zmiany (502),

• Wprowadzony do Hockey Hall of Fame w 1975,

• W 1998 roku zajął 16. miejsce na liście 100 najlepszych zawodników w historii NHL magazynu The Hockey News,

• Zastrzeżony numer 1 przez drużynę Chicago Black Hawks w 1988.

## Statystyki

### Sezon zasadniczy
| Sezon     | Drużyna               | Liga      | M   | W   | P   | T/OT | MIN    | GA   | SO | GAA  |
| --------- | --------------------- | --------- | --- | --- | --- | ---- | ------ | ---- | -- | ---- |
| 1947–48   | Humboldt Indians      | N-SJHL    | 5   | 5   | 0   | 0    | 300    | 17   | 0  | 3,40 |
| 1948–49   | Humboldt Indians      | N-SJHL    | 24  | 13  | 9   | 2    | 1420   | 86   | 1  | 3,63 |
| 1949–50   | Windsor Spitfires     | OHA       | 43  | 31  | 11  | 1    | 2580   | 152  | 0  | 3,53 |
| 1950–51   | Windsor Spitfires     | OHA       | 54  | 32  | 18  | 4    | 3240   | 167  | 6  | 3,09 |
| 1951–52   | Indianapolis Capitals | AHL       | 68  | 22  | 40  | 6    | 4190   | 272  | 0  | 3,89 |
| 1952–53   | Edmonton Flyers       | WHL       | 63  | 27  | 27  | 9    | 3780   | 207  | 2  | 3,29 |
| 1952–53   | Detroit Red Wings     | NHL       | 6   | 4   | 1   | 1    | 360    | 10   | 1  | 1,67 |
| 1953–54   | Edmonton Flyers       | WHL       | 70  | 29  | 30  | 11   | 4200   | 259  | 0  | 3,70 |
| 1954–55   | Edmonton Flyers       | WHL       | 66  | 38  | 18  | 10   | 3960   | 187  | 5  | 2,83 |
| 1954–55   | Detroit Red Wings     | NHL       | 2   | 2   | 0   | 0    | 120    | 2    | 0  | 1,00 |
| 1955–56   | Detroit Red Wings     | NHL       | 70  | 30  | 24  | 16   | 4200   | 147  | 12 | 2,10 |
| 1956–57   | Detroit Red Wings     | NHL       | 70  | 38  | 20  | 12   | 4200   | 156  | 4  | 2,23 |
| 1957–58   | Chicago Black Hawks   | NHL       | 70  | 24  | 39  | 7    | 4200   | 200  | 7  | 2,86 |
| 1958–59   | Chicago Black Hawks   | NHL       | 70  | 28  | 29  | 13   | 4200   | 208  | 1  | 2,97 |
| 1959–60   | Chicago Black Hawks   | NHL       | 70  | 28  | 29  | 13   | 4200   | 180  | 6  | 2,57 |
| 1960–61   | Chicago Black Hawks   | NHL       | 70  | 29  | 24  | 17   | 4200   | 176  | 6  | 2,51 |
| 1961–62   | Chicago Black Hawks   | NHL       | 70  | 31  | 26  | 13   | 4200   | 185  | 9  | 2,64 |
| 1962–63   | Chicago Black Hawks   | NHL       | 66  | 30  | 20  | 15   | 3910   | 166  | 5  | 2,55 |
| 1963–64   | Chicago Black Hawks   | NHL       | 65  | 34  | 19  | 11   | 3860   | 148  | 7  | 2,30 |
| 1964–65   | Chicago Black Hawks   | NHL       | 41  | 18  | 17  | 5    | 2440   | 99   | 4  | 2,43 |
| 1965–66   | Chicago Black Hawks   | NHL       | 64  | 31  | 24  | 7    | 3747   | 164  | 4  | 2,63 |
| 1966–67   | Chicago Black Hawks   | NHL       | 32  | 19  | 5   | 5    | 1664   | 66   | 2  | 2,38 |
| 1967–68   | St. Louis Blues       | NHL       | 49  | 19  | 21  | 9    | 2858   | 118  | 5  | 2,48 |
| 1968–69   | St. Louis Blues       | NHL       | 41  | 19  | 12  | 8    | 2354   | 85   | 8  | 2,17 |
| 1969–70   | St. Louis Blues       | NHL       | 18  | 7   | 8   | 3    | 1010   | 49   | 1  | 2,91 |
| 1970–71   | St. Louis Blues       | NHL       | 31  | 13  | 11  | 8    | 1761   | 71   | 2  | 2,42 |
| NHL razem | NHL razem             | NHL razem | 906 | 407 | 326 | 162  | 53 544 | 2230 | 84 | 2,49 |

### Play-offy
| Sezon     | Drużyna             | Liga      | M   | W  | P  | R | MIN  | GA  | SO | GAA  |
| --------- | ------------------- | --------- | --- | -- | -- | - | ---- | --- | -- | ---- |
| 1947–48   | Humboldt Indians    | N-SJHL    | 2   | 0  | 2  | 0 | 120  | 15  | 0  | 7,50 |
| 1948–49   | Humboldt Indians    | N-SJHL    | 7   | 3  | 4  | 0 | 420  | 36  | 0  | 5,14 |
| 1949–50   | Windsor Spitfires   | OHA       | 11  | 6  | 5  | 0 | 660  | 37  | 0  | 3,36 |
| 1950–51   | Windsor Spitfires   | OHA       | 8   | –  | –  | – | 480  | 30  | 0  | 3,75 |
| 1952–53   | Edmonton Flyers     | WHL       | 15  | 10 | 5  | 0 | 905  | 53  | 0  | 3,51 |
| 1953–54   | Edmonton Flyers     | WHL       | 13  | 7  | 6  | 0 | 783  | 44  | 2  | 3,37 |
| 1954–55   | Edmonton Flyers     | WHL       | 16  | 11 | 5  | 0 | 1000 | 43  | 1  | 2,58 |
| 1955–56   | Detroit Red Wings   | NHL       | 10  | 5  | 5  | – | 604  | 28  | 0  | 2,78 |
| 1956–57   | Detroit Red Wings   | NHL       | 5   | 1  | 4  | – | 300  | 15  | 0  | 3,00 |
| 1958–59   | Chicago Black Hawks | NHL       | 6   | 2  | 4  | – | 360  | 21  | 0  | 3,50 |
| 1959–60   | Chicago Black Hawks | NHL       | 4   | 0  | 4  | – | 249  | 14  | 0  | 3,37 |
| 1960–61   | Chicago Black Hawks | NHL       | 12  | 8  | 4  | – | 772  | 26  | 2  | 2,02 |
| 1961–62   | Chicago Black Hawks | NHL       | 12  | 6  | 6  | – | 720  | 31  | 2  | 2,58 |
| 1962–63   | Chicago Black Hawks | NHL       | 6   | 2  | 4  | – | 360  | 25  | 0  | 4,17 |
| 1963–64   | Chicago Black Hawks | NHL       | 7   | 3  | 4  | – | 408  | 22  | 0  | 3,24 |
| 1964–65   | Chicago Black Hawks | NHL       | 13  | 7  | 6  | – | 760  | 28  | 1  | 2,21 |
| 1965–66   | Chicago Black Hawks | NHL       | 6   | 2  | 4  | – | 347  | 22  | 0  | 3,80 |
| 1966–67   | Chicago Black Hawks | NHL       | 3   | 1  | 2  | – | 176  | 8   | 0  | 2,73 |
| 1967–68   | St. Louis Blues     | NHL       | 18  | 8  | 10 | – | 1111 | 45  | 1  | 2,43 |
| 1968–69   | St. Louis Blues     | NHL       | 3   | 0  | 2  | – | 131  | 5   | 0  | 2,29 |
| 1969–70   | St. Louis Blues     | NHL       | 7   | 4  | 3  | – | 421  | 21  | 0  | 2,99 |
| 1970–71   | St. Louis Blues     | NHL       | 3   | 0  | 3  | – | 180  | 9   | 0  | 3,00 |
| NHL razem | NHL razem           | NHL razem | 115 | 49 | 65 | – | 6899 | 320 | 6  | 2,78 |